# Чупанов, Хапиз Исаевич
Гапиз (Гапиз) Исаевич Чупанов (1901, Ахмедкент, Дагестанская область — неизвестно) — советский колхозник. Герой Социалистического Труда (1948).

## Биография
Гапиз Чупанов родился в 1901 году в селе Ахмедкент Кайтаго-Табасаранского округа Дагестанской области (сейчас в Кайтагском районе Дагестана) в семье землепользователя. По национальности даргинец.
Окончил Ахмедкентскую начальную школу.
В 1935 году зажиточную семью Чупановых раскулачили и выселили в Меркенский район Джамбульской области Казахской ССР. Гапиз поступил на работу в свекловодческий совхоз в селе Мерке.
В июле 1942 года был призван в Красную Армию. Участвовал в Великой Отечественной войне, будучи стрелком 7-й роты 261-го стрелкового полка 2-й стрелковой дивизии Ленинградского фронта. Был трижды ранен.
После демобилизации возвратился в Меркенский район. Работал в свекловодческом совхозе. Впоследствии стал звеньевым.
В 1947 году звено, которое возглавлял Чупанов, собрало высокий урожай сахарной свёклы, собрав с 6,55 гектара в среднем по 810 центнеров с гектара.
8 мая 1948 года Указом Президиума Верховного Совета СССР за получение высоких урожаев сахарной свёклы в 1947 году достоен звания Героя Социалистического Труда с вручением ордена Ленина и золотой медали «Серп и Молот».
Этим же указом званием Героя Социалистического Труда были награждены директор совхоза Павел Самойлович Холодов, старший агроном совхоза Марк Шандренко, управляющие совхозными отделениями Аманжол Тургумбаев, Пётр Шах, старший механик Василий Негода, передовые свекловоды совхоза бригадиры Зара Гаджиева, Пётр Зотов, Антонина Нобель, Ихлас Токаев, звеньевые Тажудин Аджиев, Гаджимагомед Камбулатов, Шухаин Келеметов, Нузула Курджиева, Анастасия Николаева и Гульминиса Шеримбаева.
В 1958 году вместе с семьёй вернулся в Ахмедкент. Работал в местном колхозе имени Ленина.
Дата смерти неизвестна.
Награждён медалями, в том числе «За боевые заслуги» (23 апреля 1944) и «За оборону Ленинграда» (22 декабря 1942).